# Stopnie strzeleckie w Związku Strzeleckim „Strzelec” Organizacji Społeczno-Wychowawczej

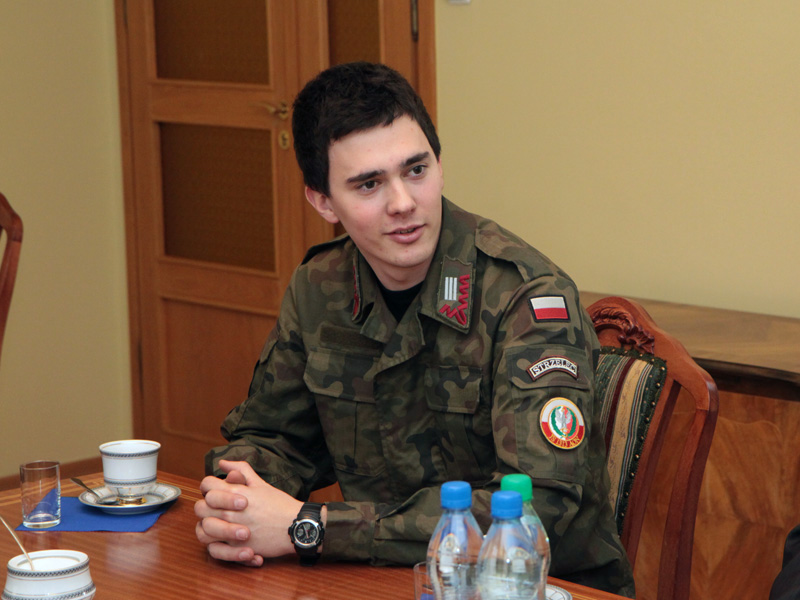
Drużynowy Związku Strzeleckiego „Strzelec” OSW

Stopnie strzeleckie w Związku Strzeleckim „Strzelec” Organizacji Społeczno-Wychowawczej – tytuły strzelców ze Związku ZS „Strzelec” OSW oznaczające miejsce danego strzelca w hierarchii Związku. Ponadto stopnie warunkują zajmowanie stanowiska o określonym stopniu etatowym.

## Oznaki stopni strzeleckich
Występują dwa rodzaje oznak stopni strzeleckich umieszczanych na mundurach: tzw. patki strzeleckie oraz tzw. kwadraty. Oznaki w formie patek umieszcza się na kołnierzu: bluzy munduru polowego wz. 93, koszulobluzy polowej wz. 93 i koszulobluzy wojsk lądowych munduru wyjściowego.
Natomiast oznakę w formie kwadratu nosi się na: kurtce polowej wz. 93, swetrze oficerskim i kurtce nieprzemakalnej munduru wyjściowego wojsk lądowych.
Przykładowe oznaki w formie patek do munduru polowego:

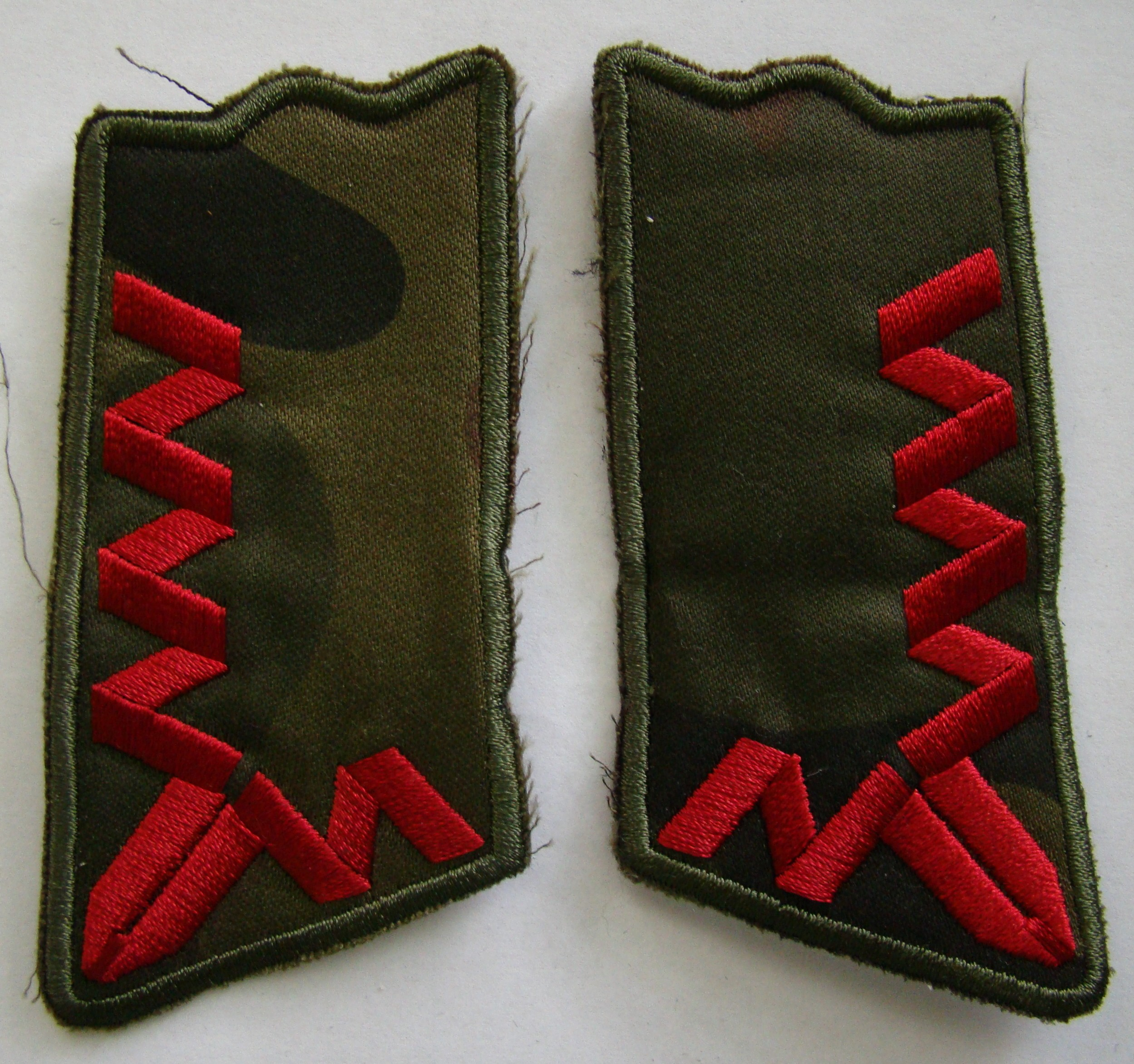
Strzelec ZS
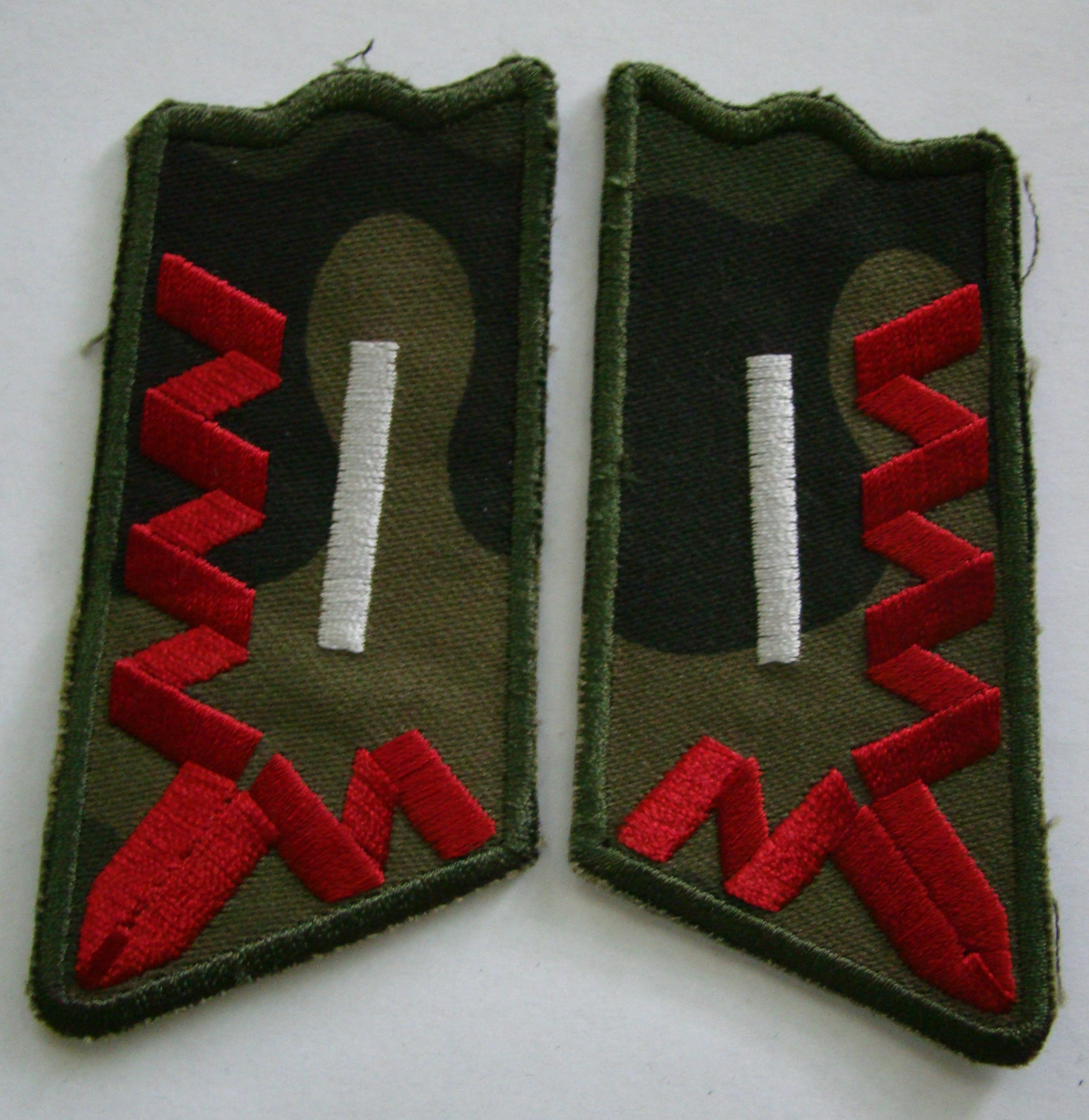
St. strzelec ZS
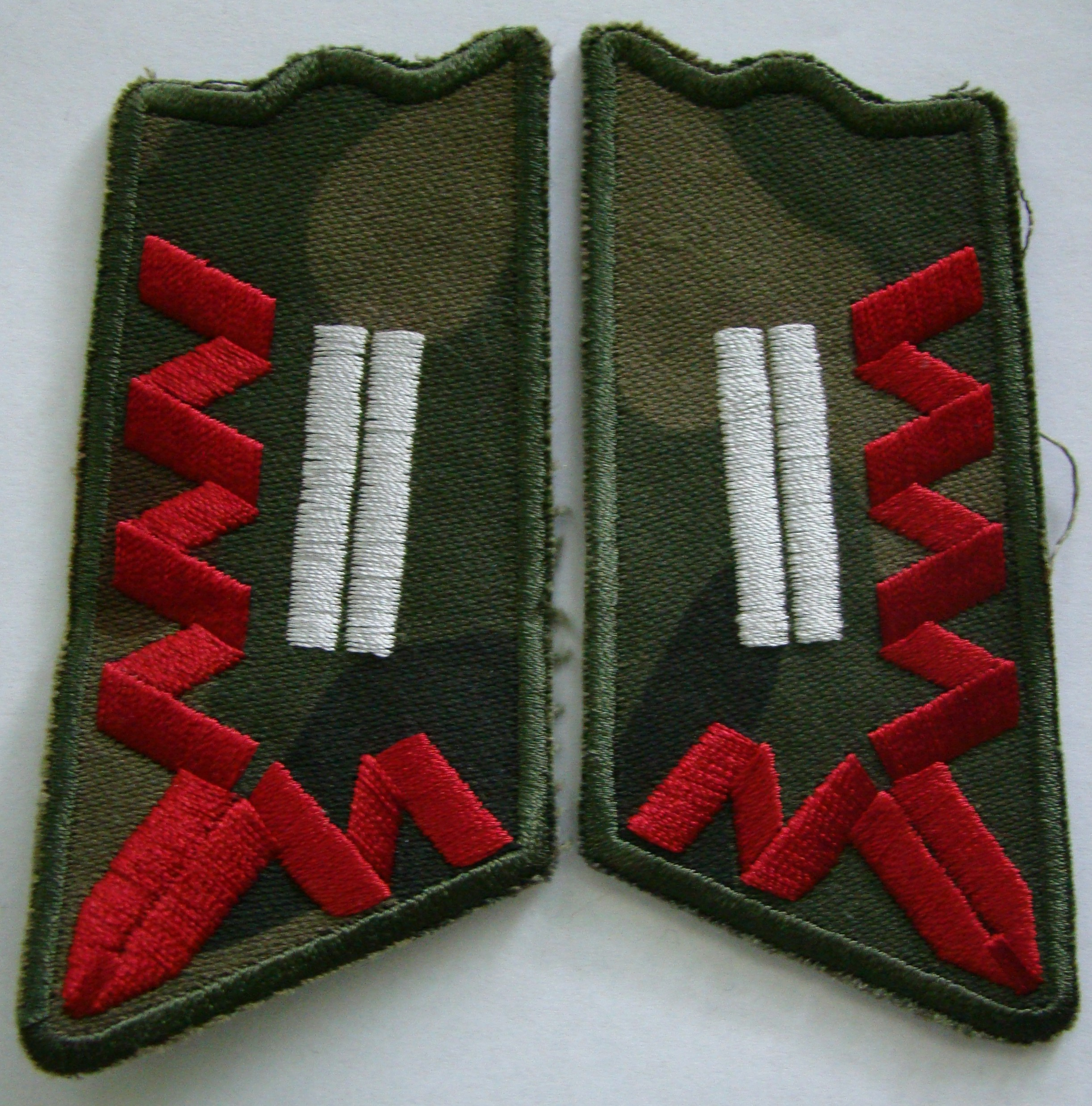
Sekcyjny ZS
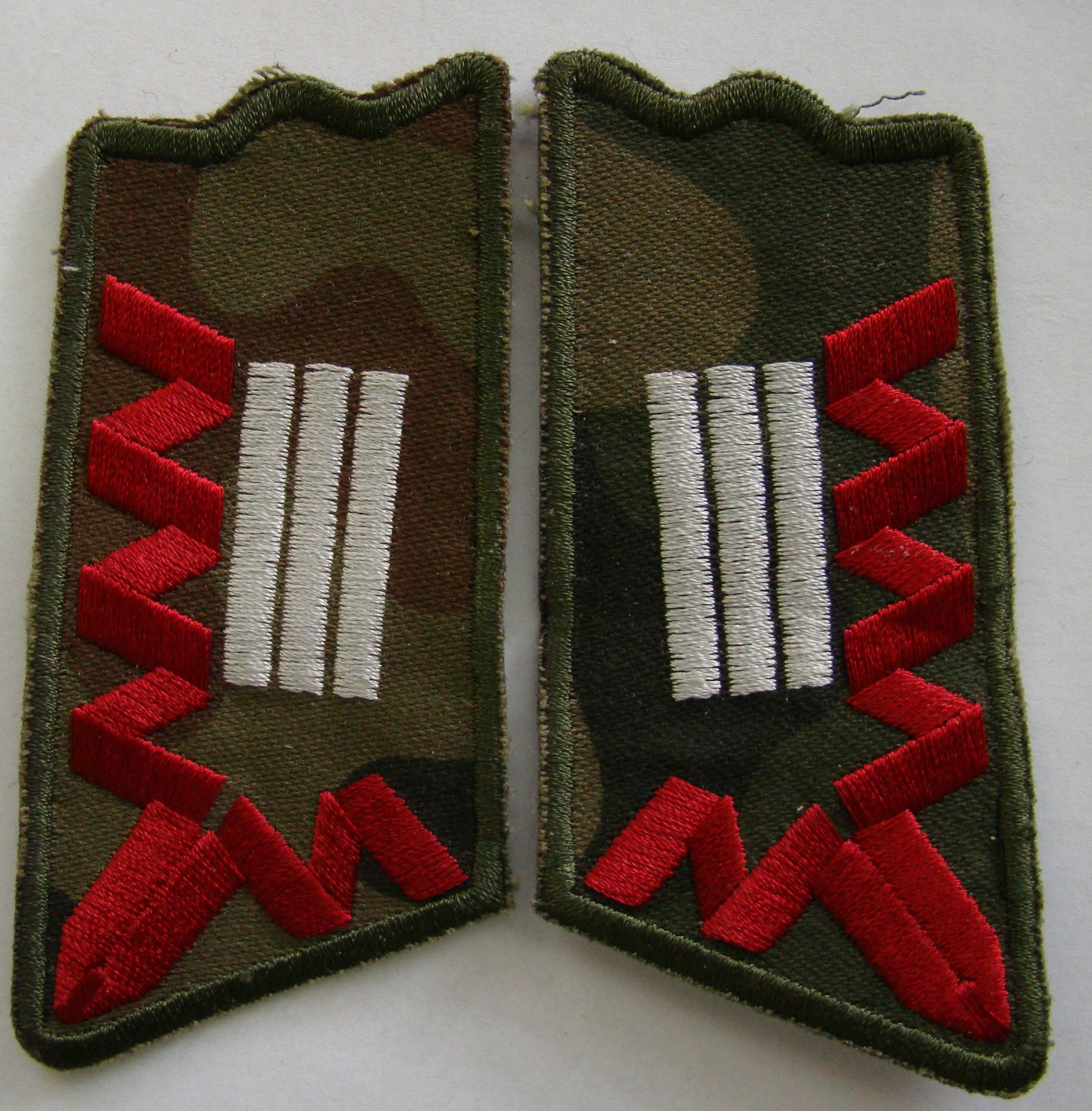
Drużynowy ZS
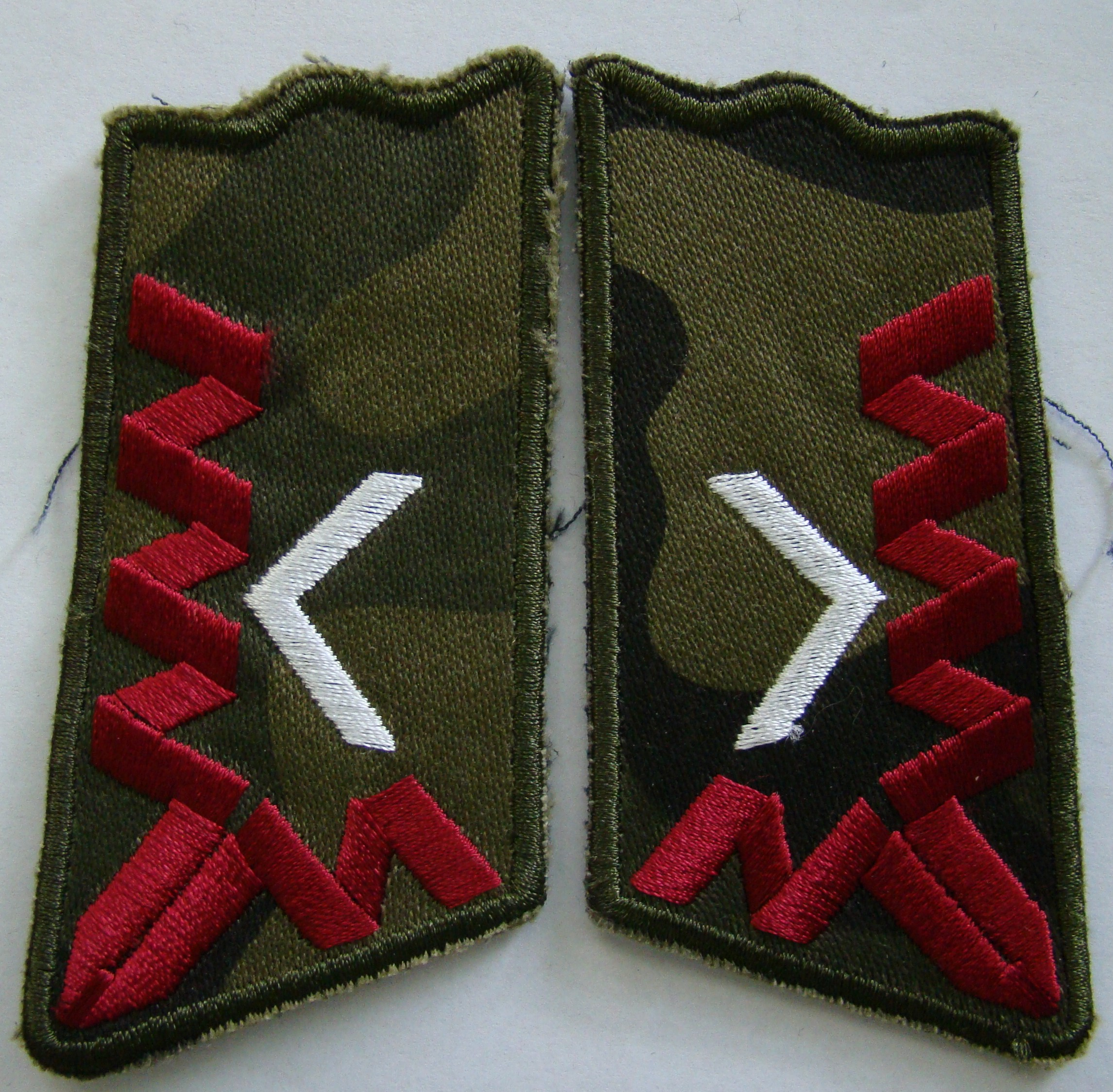
Sierżant ZS
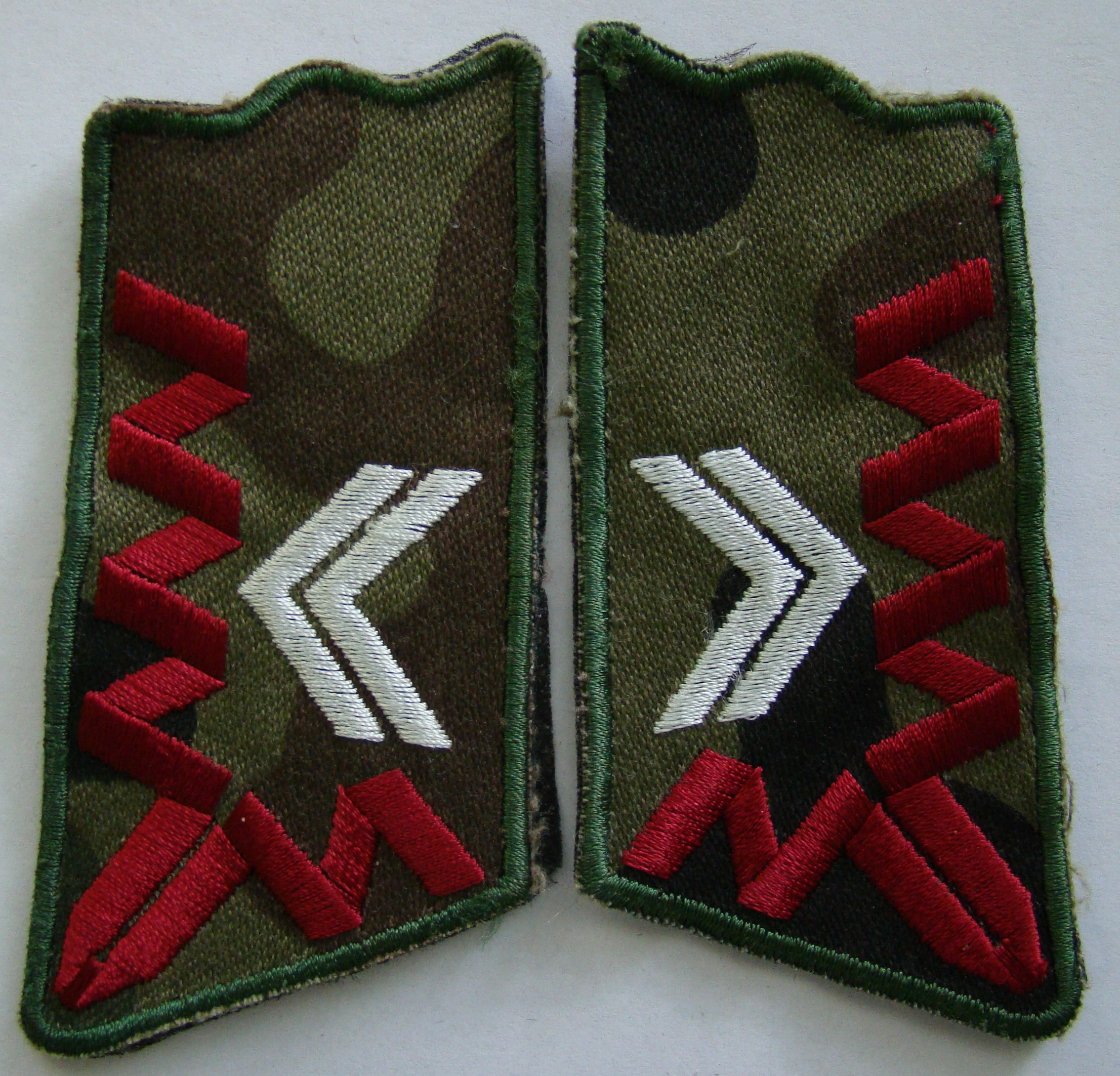
St. sierżant ZS

## Korpusy osobowe do 1 kwietnia 2014 roku
Do 1 kwietnia 2014 roku, stopnie strzeleckie ZS „Strzelec” OSW dzieliły się na trzy korpusy osobowe.
W korpusie strzeleckim wyróżniano stopnie:
- strzelec ZS (strz. ZS)
- starszy strzelec ZS (st. strz. ZS)

W korpusie instruktorskim wyróżniano stopnie:
- sekcyjny ZS (sekc. ZS)
- drużynowy ZS (druż. ZS)
- sierżant ZS (sierż. ZS)
- starszy sierżant ZS (st. sierż. ZS)
- chorąży ZS (chor. ZS)
- starszy chorąży ZS (st. chor. ZS)

W korpusie inspektorskim wyróżniano stopnie:
- młodszy inspektor ZS (mł. insp. ZS)
- inspektor ZS (insp. ZS)
- starszy inspektor ZS (st. insp. ZS)

Stopień brygadiera ZS, który nie był przypisany do żadnego z korpusów.

## Korpusy osobowe od 2 kwietnia 2014 roku
2 kwietnia 2014 wszedł w życie nowy Regulamin Stopni Strzeleckich, który zmienił zaszeregowanie stopni strzeleckich do korpusów osobowych oraz dodał trzy stopnie strzeleckie.

### Korpus strzelecki
Stopień strzelca przyznawany jest obligatoryjnie każdemu członkowi Związku w dniu złożenia Przyrzeczenia Strzeleckiego. Prawo mianowania na kolejny stopień w korpusie strzeleckim mają: dowódcy Jednostek Strzeleckich, dowódcy Okręgów Strzeleckich oraz komendant główny Związku.
| odznaka stopnia strzeleckiego w formie patki    |                                         |                                                     |
| odznaka stopnia strzeleckiego w formie kwadratu |                                         |                                                     |
| nazwa stopnia skrót                             | strzelec Związku Strzeleckiego strz. ZS | starszy strzelec Związku Strzeleckiego st. strz. ZS |

### Korpus podoficerski
Prawo nadania stopni w korpusie podoficerskim mają: dowódcy Jednostek Strzeleckich (do stopnia starszy plutonowy ZS), dowódcy Okręgów Strzeleckich oraz komendant główny Związku.

#### Podoficerowie młodsi
| odznaka stopnia strzeleckiego w formie patki    |                                         |                                          |                                          |                                                      |
| odznaka stopnia strzeleckiego w formie kwadratu |                                         |                                          |                                          |                                                      |
| nazwa stopnia skrót                             | sekcyjny Związku Strzeleckiego sekc. ZS | drużynowy Związku Strzeleckiego druż. ZS | plutonowy Związku Strzeleckiego plut. ZS | starszy plutonowy Związku Strzeleckiego st. plut. ZS |

#### Podoficerowie starsi
| odznaka stopnia strzeleckiego w formie patki    |                                          |                                                      |
| odznaka stopnia strzeleckiego w formie kwadratu |                                          |                                                      |
| nazwa stopnia skrót                             | sierżant Związku Strzeleckiego sierż. ZS | starszy sierżant Związku Strzeleckiego st. sierż. ZS |

### Korpus oficerski

#### Oficerowie młodsi
Prawo nadania stopni w korpusie oficerskim mają: dowódcy Okręgów Strzeleckich (do stopnia starszy chorąży ZS) oraz komendant główny Związku.
Ponadto istnieje stopień brygadiera, na który może być mianowany komendant główny, byli komendanci główni oraz osoby szczególnie zasłużone dla ZS „Strzelec” OSW. Prawo nadawania stopnia brygadiera ZS mają: Naczelna Rada Strzelecka (w odniesieniu do obecnego i byłych komendantów głównych) oraz Walny Zjazd Delegatów (w odniesieniu do pozostałych osób).
| odznaka stopnia strzeleckiego w formie patki    |                                                    |                                        |                                                    |
| odznaka stopnia strzeleckiego w formie kwadratu |                                                    |                                        |                                                    |
| nazwa stopnia skrót                             | młodszy chorąży Związku Strzeleckiego mł. chor. ZS | chorąży Związku Strzeleckiego chor. ZS | starszy chorąży Związku Strzeleckiego st. chor. ZS |

#### Oficerowie starsi
| odznaka stopnia strzeleckiego w formie patki    |                                                      |                                          |                                                      |
| odznaka stopnia strzeleckiego w formie kwadratu |                                                      |                                          |                                                      |
| nazwa stopnia skrót                             | młodszy inspektor Związku Strzeleckiego mł. insp. ZS | inspektor Związku Strzeleckiego insp. ZS | starszy inspektor Związku Strzeleckiego st. insp. ZS |

#### Brygadier Związku Strzeleckiego
| odznaka stopnia strzeleckiego w formie patki    |                                          |
| odznaka stopnia strzeleckiego w formie kwadratu |                                          |
| nazwa stopnia skrót                             | brygadier Związku Strzeleckiego bryg. ZS |

## Struktura etatowa w Związku

### Struktura etatowa Jednostki Strzeleckiej
Niżej wymienieni mogą awansować maksymalnie do stopni:
- dowódca Jednostki Strzeleckiej i Samodzielnej Jednostki Strzeleckiej o strukturze:
  - batalionu – do stopnia inspektor ZS
  - kompanii – do stopnia młodszy inspektor ZS
  - plutonu – do stopnia starszy chorąży ZS
- zastępca dowódcy Jednostki Strzeleckiej i Samodzielnej Jednostki Strzeleckiej o strukturze:
  - batalionu – do stopnia młodszy inspektor ZS
  - kompanii – do stopnia starszy chorąży ZS
  - plutonu – do stopnia chorąży ZS
- skarbnik do stopnia – chorąży ZS
- dowódcy kompanii – do stopnia chorąży ZS
- dowódcy plutonów – do stopnia młodszy chorąży ZS
- dowódcy drużyn – do stopnia starszy plutonowy ZS
- strzelcy zajmujący inne stanowiska funkcyjne – do stopnia młodszy chorąży ZS
- strzelcy nie pełniący funkcji w JS – do stopnia drużynowy ZS

### Struktura etatowa dowództwa Obwodu Strzeleckiego
Niżej wymienieni mogą awansować maksymalnie do stopni:
- dowódca Obwodu Strzeleckiego – do stopnia inspektor ZS
- z-ca dowódcy Obwodu Strzeleckiego – do stopnia młodszy inspektor ZS
- kadra Obwodu Strzeleckiego wyznaczona na inne stanowiska funkcyjne w Obwodzie – do stopnia chorąży ZS

### Struktura etatowa dowództwa Okręgu Strzeleckiego
Niżej wymienieni mogą awansować maksymalnie do stopni:
- dowódca Okręgu Strzeleckiego – do stopnia starszy inspektor ZS
- z-ca dowódcy Okręgu Strzeleckiego – do stopnia inspektor ZS
- szef Sztabu Okręgu Strzeleckiego – do stopnia inspektor ZS
- szefowie wydziałów Sztabu OS – do stopnia młodszy inspektor ZS
- członkowie wydziałów Sztabu OS – do stopnia młodszy chorąży ZS
- kadra Okręgu Strzeleckiego wyznaczona na inne stanowiska funkcyjne w Okręgu – do stopnia starszy chorąży ZS.

### Struktura etatowa Sztabu Komendy Głównej ZS „Strzelec” OSW
Niżej wymienieni mogą awansować maksymalnie do stopni:
- szef Sztabu Komendy Głównej – do stopnia starszy inspektor ZS
- szefowie Wydziałów – do stopnia inspektor ZS
- szefowie sekcji w Wydziałach Sztabu KG – do stopnia starszy chorąży ZS
- członkowie sekcji w Wydziałach Sztabu KG – do stopnia młodszy chorąży ZS
- inne osoby funkcyjne Sztabu KG – do stopnia chorąży ZS

### Struktura etatowa Kancelarii Komendy Głównej ZS „Strzelec” OSW
Niżej wymienieni mogą awansować maksymalnie do stopni:
- szef Kancelarii KG – do stopnia inspektor ZS
- szef Centralnego Archiwum Strzeleckiego – do stopnia młodszy inspektor ZS
- osoby funkcyjne Kancelarii KG – do stopnia starszy chorąży ZS

### Struktura etatowa Władz Naczelnych ZS „Strzelec” OSW
Niżej wymienieni mogą awansować maksymalnie do stopni:
- komendant główny – do stopnia brygadier ZS
- członkowie Komendy Głównej – do stopnia starszy inspektor ZS
- członkowie Naczelnej Rady Strzeleckiej – do stopnia inspektor ZS
- przewodniczący Komisji Rewizyjnej – do stopnia starszy inspektor ZS
- członkowie Komisji Rewizyjnej – do stopnia inspektor ZS
- Przewodniczący Strzeleckiego Sądu Honorowego – do stopnia starszy inspektor ZS
- członkowie Strzeleckiego Sądu Honorowego – do stopnia inspektor ZS